# Aleksander Zakrzewski (weterynarz)
Aleksander Józef Adolf Zakrzewski-Trzaska (ur. 20 maja 1894 w Innsbrucku, zm. 30 czerwca 1976 we Wrocławiu) – polski anatomopatolog, doktor nauk weterynaryjnych.

## Życiorys
Urodził się 20 maja 1894 w Innsbrucku, w rodzinie Józefa i Zofii z Gebauerów. Ukończył C.K. VI Gimnazjum we Lwowie. Następnie studiował na Wydziale Lekarskim Uniwersytetu Lwowskiego. W okresie studiów działał w Związku Młodzieży Polskiej „Zet”, w latach 1917–1918 był przewodniczącym we Lwowie. W latach 1918–1920 ochotniczo służył w Wojsku Polskim. W 1920 uzyskał dyplom doktora wszech nauk, w 1922 rozpoczął trzyletnie studia w Akademii Medycyny Weterynaryjnej, od 1924 pracował tam na stanowisku demonstratora, a następnie asystenta. W 1926 objął stanowisko zastępcy profesora i kierownika Katedry Anatomii Patologicznej i Weterynarii Sądowej, dwa lata później przedstawił pracę habilitacyjną z anatomii patologicznej i uzyskał stopień docenta. W 1929 uzyskał tytuł profesora nadzwyczajnego, odbył staże zagraniczne w Instytucie Pasteura w Paryżu, w Austrii, Szwajcarii, Jugosławii i na Węgrzech oraz w Katedrze Anatomii Patologicznej Wydziału Weterynaryjnego w Maisons-Alfort. Pełnił funkcję redaktora naczelnego La Revue Veterinaire Slave oraz zasiadał w Radzie Nadzorczej Państwowego Instytutu Gospodarstwa Wiejskiego w Puławach, należał do Państwowej Rady Weterynaryjnej i przewodniczył Lwowskiemu Oddziałowi Towarzystwa Przyrodniczego im. Kopernika oraz był sekretarzem Towarzystwa Lekarskiego. Po wkroczeniu Armii Czerwonej do Lwowa pozostał na stanowisku wykładowcy, w 1940 urzędująca w Moskwie komisja klasyfikująca pracowników nauki przyznała Aleksandrowi Zakrzewskiemu stopień doktora nauk weterynaryjnych. Podczas wysiedlenia Polaków ze Lwowa w 1945 wyjechał transportem do Polski i zamieszkał we Wrocławiu, gdzie został kierownikiem Zakładu Anatomii Patologicznej Wydziału Weterynaryjnego oraz dyrektorem Studium Wstępnego połączonych Uniwersytetu i Politechniki Wrocławskiej. W 1946 uzyskał tytuł profesora zwyczajnego, w latach 1950–1952 pełnił funkcję dziekana Wydziału Weterynaryjnego powstałej w 1951 Wyższej Szkoły Rolniczej. W 1964 przeszedł na emeryturę.
Od 1922 był mężem Józefy ze Zduńczyków (1896–1961).
Zmarł w 1976, spoczywa na Cmentarzu Św. Rodziny we Wrocławiu (sektor 4-21-26,26a).

## Dorobek naukowy
Opublikował 72 prace naukowe, wiele z nich dotyczyło anatomii patologicznej, badał patogenezę i patomorfologię gruźlicy koni i zwierząt mięsożernych. Po 1945 na zlecenie Ministerstwa Rolnictwa i Reform Rolnych wspólnie z prof. Jakubem Parnasem opracował zasady rozpoznawania i zwalczania różycy i pomoru świń. W 1954 zainicjował zespołowe badania morfologiczne nad dyzenterią świń, które doprowadziły do wdrożenia diagnostyki anatomopatologicznej. Prowadził prace badawcze nad samoistnymi nowotworami zwierząt domowych.

## Członkostwo
- Przewodniczący Komisji Weterynaryjnej przy Komitecie Badań Rolniczych Polskiej Akademii Nauk;
- Prezes Śląskiej Okręgowej Izby Lekarsko-Weterynaryjnej;
- Członek Rady Naukowej Instytutu Weterynarii w Puławach;
- Członek Komisji Biologii Nowotworów VI Wydziału Polskiej Akademii Nauk;
- Członek Polskiego Towarzystwa Nauk Weterynaryjnych, również członek honorowy;
- Członek Polskiego Towarzystwa Anatomopatologów;
- Członek Polskiego Towarzystwa Mikrobiologów;
- Członek Wrocławskiego Towarzystwa Naukowego;
- Honorowy członek Zrzeszenia Lekarzy i Techników Weterynaryjnych.

## Ordery i odznaczenia
- Krzyż Oficerski Orderu Odrodzenia Polski
- Krzyż Kawalerski Orderu Odrodzenia Polski
- Złoty Krzyż Zasługi
- Srebrny Medal za Długoletnią Służbę
- Brązowy Medal za Długoletnią Służbę
- Odznaka Polskiego Towarzystwa Nauk Weterynaryjnych „Pro scentia veterinaria polona”

## Nagrody
- Nagroda I stopnia Ministra Szkolnictwa Wyższego